# Rourea emarginata
Rourea emarginata är en tvåhjärtbladig växtart som först beskrevs av William Jack, och fick sitt nu gällande namn av C.C.H. Jongkind. Rourea emarginata ingår i släktet Rourea och familjen Connaraceae. Inga underarter finns listade i Catalogue of Life.